# Reihnbachholz
Reihnbachholz ist ein Gemeindeteil von Haselbach im Landkreis Straubing-Bogen (Niederbayern).
Der Weiler liegt südlich von Rogendorf an der Gemeindegrenze zum Markt Mitterfels und ist baulich verbunden mit der Bebauung an der Waldeckstraße in Mitterfels.
Reihnbachholz entstand ebenso wie die angrenzende Bebauung in Mitterfels in der Nachkriegszeit. Die erste Erwähnung in den Amtlichen Ortsverzeichnissen für Bayern findet sich in der Ausgabe von 1952. Dort wird der Ort als Einöde mit einem Wohngebäude und sechs Einwohnern (1950) beschrieben, dessen Name noch nicht amtlich festgelegt war. Er gehörte zur katholischen Pfarrei, Schule und Post in Mitterfels. Zum Zeitpunkt der Volkszählung 1961 bestehen dort drei Wohngebäude mit elf Bewohnern. 1970 hat Reihnbachholz zehn Einwohner, 1987 gibt es dort sechs Wohngebäude mit sechs Wohnungen und 13 Einwohner.
Die Namensgebung der Ansiedlung geht offensichtlich zurück auf das frühere geschlossene Waldgebiet In der Raimbach beidseits des Reinbachs.

## Einwohnerentwicklung
| Jahr      | 1950 | 1861 | 1970 | 1987 |
| --------- | ---- | ---- | ---- | ---- |
| Einwohner | 6    | 11   | 10   | 13   |